# Slovenská strela
M 290.0 lub Slovenská strela (pol. Słowacka strzała) – czechosłowacki wagon silnikowy, skonstruowany w 1936 r.
W zakładach Tatry w Kopřivnicach wybudowano dwa egzemplarze, które w latach 30. XX w. były używane na trasie szybkiego połączenia pomiędzy Pragą a Bratysławą, pokonując tę trasę w 4 godziny i 28 minut. Prędkość konstrukcyjna wynosiła 130 km/h. Do prędkości 85 km/h przeniesienie napędu odbywało się za pomocą przekładni elektrycznej, powyżej zaś tej prędkości można było przełączyć mechaniczne sprzęgło, co dawało bezpośrednie przełożenie na koła. Egzemplarz M290.002 podczas jazdy próbnej osiągnął 148 km/h.
Każdy wagon składał się z dwóch klas z oddzieloną częścią dla palących i niepalących oraz bufetu. Pomalowany był na kolor wiśniowy, a z tyłu i z przodu znajdował się herb Czechosłowacji. Długość wynosiła 25 metrów, masa samego pojazdu 36 ton, natomiast z kompletem pasażerów 42,5 tony. Napędzany był dwoma silnikami Tatra o mocy 123 kW każdy. Do 130 km/h przyspieszał w około 3 minuty.
Stacją macierzystą była Bratysława. Regularne kursy pociągu trwały do 1939 r., kiedy po likwidacji Czechosłowacji oba składy przez kilka lat były nieużywane. Po II wojnie światowej używano wagon rzadko i nieregularnie. Wagon M 290.001 wycofano z użytku w 1953 r., natomiast M 290.002 około 1960 r. Pierwszy został zezłomowany, a drugi sprzedano do muzeum technicznego w Kopřivnicy, gdzie nadal można go oglądać. W 2010 r. został uznany za narodowy zabytek kultury (Národní kulturní památka).
W latach 2018–2021 przeprowadzono remont kapitalny wagonu i wybudowano halę ekspozycyjną